# A szépség és a szörnyeteg (film, 1991)
A szépség és a szörnyeteg (eredeti cím: Beauty and the Beast) 1991-ben bemutatott amerikai rajzfilm, amely a Szépség és a szörnyeteg-sorozat első része. A 30. Disney-film rendezői Gary Trousdale és Kirk Wise. Az animációs játékfilm producere Don Hahn. A forgatókönyvet Linda Woolverton írta, a zenéjét Alan Menken szerezte. A mozifilm a Walt Disney Pictures és a Walt Disney Feature Animation gyártásában készült, a Buena Vista Pictures forgalmazásában jelent meg. Műfaja zenés romantikus film fantasyfilm. A történet alapja Jeanne-Marie Leprince de Beamunt jól ismert, azonos című tündérmeséje, amelyben egy lány beleszeret egy elvarázsolt kastély szörnyetegébe. Az Oscar-díj történetének első animációs „legjobb film” jelöltje (a második a Pixar Fel című filmje).
Amerikában 1991. november 15-én mutatták be a mozikban. Országosan 1992. november 22-én volt a premierje. Magyarországon 1992. november 4-én vetítették először a mozikban, 2002. október 15-én pedig extra változattal VHS-en és DVD-n adták ki. A felújított 3D-s változatot 2012-ben mutatták be a mozikban.
2017-ben bemutatták a film élőszereplős változatát Bill Condon rendezésében.

## Cselekmény
Élt egyszer egy gőgös, irigy herceg. Egy nap csúf öregasszony kopogtat be hozzá szállást kérve, fizetségül pedig egy szál rózsát kínál. A herceg nem fogadja el. Ekkor az öreg egy világszép tündérré változik, és büntetésül gonoszságáért megátkozza a herceget és a kastély összes lakóját. Ha a hercegnek szörnyeteg képében sikerül valakit megszeretnie, és az viszonzást talál, mielőtt lehull az utolsó rózsaszirom, megtörik az átok.
Belle egy kis francia faluban él apjával, Maurice-szal. Egy nap Maurice új találmányával elindul a vásárba, annak reményében, hogy sikerül eladnia. Ám eltéved, és egy rideg kastélyba tér be. A kastélyban azonban egy rút szörnyeteg fogadja, és rögtön a börtönbe zárja. Belle apja keresésére indul, végül apja kiengedése érdekében ott marad a szörnyetegnél. Eleinte idegenkednek egymástól, de idővel egymásba szeretnek. A lány felfedezi a kastély többi, elvarázsolt lakóját.
A szörny ad egy tükröt Belle-nek, melyben megpillantja beteg apját, aki elindul, hogy megkeresse lányát. A szörny megengedi, hogy elmenjen, Belle megígéri, visszatér. A faluban tudomást szereznek a szörny létezéséről, Gaston vezetésével elindulnak megostromolni a kastélyt. A harc során a szörny súlyosan és halálosan megsérül, mivel Gaston megüti a kését, Gaston pedig a mélybe zuhan és meghal. Az átok ekkor megtörik, mert a gyásztól sújtott és összetört szívű Belle szereti a szörnyeteget. Minden visszaáll a régi formájába. Belle és a herceg boldogan élnek, míg meg nem halnak.

## Fontosabb díjak és jelölések
- 1992 – Oscar-díj – a legjobb eredeti filmzene – Alan Menken
- 1992 – Oscar-díj – a legjobb eredeti filmdal – Alan Menken, Howard Ashman – „Beauty and the Beast”
- 1992 – Golden Globe-díj – a legjobb vígjáték vagy musical
- 1992 – Golden Globe-díj – a legjobb eredeti filmzene – Alan Menken
- 1992 – Golden Globe-díj – a legjobb eredeti filmdal – Alan Menken, Howard Ashman – „Beauty and the Beast”
- 1992 – Oscar-díj jelölés – a legjobb film – Don Hahn
- 1992 – Oscar-díj jelölés – a legjobb eredeti filmdal – Howard Ashman – „Be Our Guest”
- 1992 – Oscar-díj jelölés – a legjobb eredeti filmdal – Howard Ashman, Alan Menken – „Belle”
- 1992 – Oscar-díj jelölés – a legjobb eredeti filmdal – Alan Menken – „Be Our Guest”
- 1992 – Oscar-díj jelölés – a legjobb hang – Doc Kane, David J. Hudson, Mel Metcalfe, Terry Porter
- 1992 – Golden Globe-díj jelölés – a legjobb eredeti filmdal – Alan Menken, Howard Ashman – „Be Our Guest”

## Televíziós megjelenések
Az eredeti változatban az alábbi televíziókban vetítették le:
- Disney Channel, Disney Junior
- TV2, RTL Klub